# Airi Miyabe
Airi Miyabe (en japonés: 宮部 藍梨, Miyabe Airi, Amagasaki, Prefectura de Hyōgo, Japón, 29 de julio de 1998) es una jugadora japonesa de voleibol que se desempeña tanto en la posición de central como de opuesta. Junto a la Selección femenina de voleibol de Japón formó parte de los planteles del Grand Prix de Voleibol de 2015, el Campeonato Mundial de 2022 y la Liga de Naciones de 2024, entre otros.

## Biografía
Nacida de padre nigeriano y madre japonesa, comenzó la práctica del voleibol aproximadamente a los ocho años. Durante su adolescencia continuó la práctica del deporte en su colegio secundario (el Kinrankai High School de Osaka), con el que consiguió el título nacional en 2015. Su actuación en el torneo estudiantil le valió la convocatoria a la selección nacional, con la que debutó en el Grand Prix de Voleibol de 2015 a los 16 años,recibiendo buenas críticas por parte de la prensa, quién la señaló como uno de los «puntos brillantes» del equipo.
A pesar de no hablar inglés, finalizado el colegio secundario optó por continuar sus estudios en Estados Unidos, en el colegio universitario del sur de Idaho, el cual posee un equipo de voleibol que participa en las competiciones de la National Junior College Athletic Association. En su primer año el equipo logró llegar a las finales del torneo, pero cayó ante Miami-Dade. En su segundo año (2018), nuevamente se encontró con Miami-Dade en la final, pero esta vez logró quedarse con el título. En la final anotó 23 ataques (un porcentaje de .370), dos aces, un bloqueo y tres recuperaciones, logrando además la distinción de jugadora más valiosa (MVP) del torneo y ser incluida entre las jugadoras del año de la división I de la NJCAA. Su promedio en la temporada fue de 4.28 ataques exitosos y 2.86 recuperaciones por set.
De Idaho pasó en 2019 a la Universidad de Minnesota, donde se graduó en Estudios sobre Asia y el Medio Oriente y formó parte de su equipo de voleibol, llegando a las semifinales de la National Collegiate Athletic Association en su primer año en el plantel.
Finalizados los estudios, en 2022 retornó a Japón para sumarse al Victorina Himeji de la Superliga japonesa.Su hermana Ameze también compite profesionalmente en el voleibol japonés, lo que le permitió compartir el plantel de la selección nacional en la Liga de Naciones de 2024.

## Selección nacional
Tras su debut internacional en el Grand Prix de 2015, retornó a la selección en 2021 para la Liga de Naciones. Sin embargo, no sumó minutos en la competencia. Al año siguiente fue convocada para la nueva edición de la VNL, donde disputó cuatro partidos (ante Bélgica, Serbia, Turquía y los Países Bajos) totalizando 11 puntos (8 de ataque, dos de bloqueo y uno de saque).Ese mismo año participó del Campeonato Mundial, donde disputó 10 partidos (todos los que jugó su selección) y anotó un total de 18 puntos (12 de ataque, tres de bloqueo y tres de saque).En 2023 nuevamente fue convocada a la Liga de Naciones, donde participó en cinco juegos y totalizó 33 puntos (20 de ataque, 12 de bloqueo y uno de saque).La edición 2024 de la Liga de Naciones fue la más exitosa para la selección japonesa en general y Airi en particular: la selección consiguió la medalla de plata tras caer ante Italia en la final, con Miyabe participando en 15 partidos con un total de 43 puntos (30 de ataque, 11 de bloqueo y dos de saque).
Disputó los Juegos Olímpicos de París 2024 con la selección japonesa, donde su equipo no pudo superar la fase de grupos. Miyabe entró desde el banco en los tres partidos en los que participó Japón, anotando un total de ocho puntos.

## Palmarés
2.º puesto - Liga de Naciones de Voleibol Femenino de 2024